# Звєринець (Ленінградська область)
Звєринець (рос. Зверинец) — кордон  у Тосненському районі Ленінградської області Російської Федерації.
Населення становить 1 особу. Належить до муніципального утворення Лисинське сільське поселення.

## Історія
Населений пункт розташований на історичній землі Іжорія.
Згідно із законом від 22 грудня 2004 року № 116-оз належить до муніципального утворення Лисинське сільське поселення.

## Населення
| 1997 | 2007 | 2010 | 2017 |
| ---- | ---- | ---- | ---- |
| 0    | ↗11  | ↘2   | ↘1   |